# Sharadchandra Shankar Shrikhande
Sharadchandra Shankar Shrikhande (souvent cité sous la forme S. S.  Shrikhande, né le 19 octobre 1917 à Sagar, aujourd'hui au Madhya Pradesh, mort le 21 avril 2020 à Vijayawada, Andhra Pradesh) est un mathématicien indien.

## Biographie
Shrikhande, issu d'une famille de la classe moyenne, étudie à l'Université de Nagpur avec un baccalauréat en 1939,  et y enseigne les statistiques et les mathématiques de 1942 à 1958. Dès les années 1940, il fait plusieurs longs voyages pour rencontrer Raj Chandra Bose à Calcutta, et lui rend également visite à l' université de Caroline du Nord en vue de préparer et de soutenir son doctorat en 1950 (Construction of partially balanced designs and related problems). Ils travaillent ensuite en étroite collaboration jusqu'à la mort de Bose. En 195, Shrikhande devient professeur assistant à l'université du Kansas à Lawrence et, de 1958 à 1960,  il est professeur associé à l'université de Caroline du Nord auprès de Bose. En 1960, il devient professeur à l'université hindoue de Bénarès et en 1963 professeur et directeur de la faculté de mathématiques de l'université de Mumbai. Il est de plus directeur du Center for Advanced Study in Mathematics de Bombay. En 1978, il prend sa retraite. De 1983 à 1986, il est directeur de l'Institut de recherche Mehta à Allahabad . 

## Recherche
Shrikhande devient connu quand il donne, en 1959, avec Raj Chandra Bose, un contre-exemple à la conjecture d'Euler selon laquelle il n'existe pas de carré latin orthogonal d'ordre {\displaystyle n=4k+2} : ils ont trouvé un contre-exemple à la conjecture pour n = 22
,. Leur carré latin a été présenté en page de titre du Scientific American en novembre 1959. Presque en même temps, Ernest Tilden Parker (1926–1991) a trouvé un contre-exemple pour n = 10. Cela a conduit en 1960 à une collaboration avec Shrikhande et Bose, dans laquelle ils ont montré qu'il existe des carrés latins orthogonaux pour tous les entiers {\displaystyle n\geq 10}. 
Shrikhande est également connu pour ses designs de plans d'expériences. Le graphe de Shrikhande porte son nom et a été découvert par lui en 1959; il s'agit d'un graphe fortement régulier à 16 sommets et 48 arêtes, dans lequel chaque sommet est de degré 6. Chaque paire de sommets (connectés ou non) a exactement deux autres sommets voisins. 
Shrikhande était membre de  l'Académie indienne des sciences, de l'Institut de statistique mathématique et de l'Institut international de statistique. Shrikhande a été professeur invité à l' université du Wisconsin, à l' université d' État de l'Ohio, à l' université d'État de New York, à l'université de Stanford et à l'université d'État du Colorado. Il a également été lié à l'Institut indien de statistiques dans diverses fonctions. 
Son fils Mohan Shrikhande est professeur de combinatoire à la Central Michigan University. 